# Victoria Jackson
Victoria Jackson, född 2 augusti 1959 i Miami, Florida, är en amerikansk komiker, skådespelare, sångare och bloggare. Hon är bland annat känd som medlem av Saturday Night Live-ensemblen mellan 1986 och 1992. Hon är numera aktiv i Tea Party-rörelsen och har bland annat kallat Barack Obama för en "kommunist" och "islamisk jihadist".